# Siding Spring-observatoriet
Siding Spring-observatoriet, är ett observatorium på Siding Spring Mountain, New South Wales. Det byggdes 1924.
Minor Planet Center listar observatoriet som upptäckare av 4 asteroider.
Fram till 6 april 2022 hade 1 862 asteroider upptäckts med hjälp av observatoriet.

## Siding Spring Survey
Mellan 2004 och 2013 använde projektet Siding Spring Survey sig av observatoriets Uppsala Southern Schmidt Telescope. Projektet upptäckte 3039 småplaneter.